# 索尔 (罗马神话)
索羅（Sol），古罗马宗教和神话中职司太阳的神祇之一。由古希腊神话太阳神赫利俄斯所发展而形成，为光明神泰坦之子，亦是月亮女神露娜与黎明女神欧若拉之兄。在古罗马得到古罗马人广泛崇拜与供奉，具有重要地影响与积极意义。